# Sankt Florian am Inn
Sankt Florian am Inn là một đô thị thuộc huyện Schärding thuộc bang Oberösterreich, Áo. Đô thị Sankt Florian am Inn có diện tích 24 km², dân số thời điểm năm 2006 là 3059 người.